# Choura de Quetta
La Choura de Quetta ou Assemblée de Quetta est la principale organisation politique talibane dans les années 2001 - 2020.

## Histoire
L'assemblée est créée en 2001 par le mollah Omar à partir de membres du régime taliban chassé d'Afghanistan par les troupes américaines en 2001 et réfugiés au Pakistan, à Quetta dans le Baloutchistan. Haut-conseil constitué d'une dizaine ou d'une quinzaine de membres, elle décide des principales orientations politiques générales et stratégiques du mouvement des talibans afghans à travers une dizaine de comités jouant le rôle de ministères. Elle bénéficie d'un soutien ou du moins de l'absence d'action offensive de l'armée ou des services de renseignement pakistanais, malgré l'arrestation en 2010 de 9 de ses 18 membres. Les mouvements talibans au Pakistan, tels que le Réseau Haqqani ou le Tehrik-e-Taliban Pakistan, lui font allégeance.
En août 2019, une explosion dans la mosquée Khair Ul Madarais, dans les environs de Quetta, tue certains chefs talibans qui avaient coutume de s'y réunir, notamment le frère de Haibatullah Akhundzada, dans le contexte des négociations entre Talibans et États-Unis.